# Логвиненко, Михаил Игоревич
Михаи́л И́горевич Логвине́нко (род. 19 апреля 1984, Усолье-Сибирское, Иркутская область) — российский легкоатлет, специалист по многоборьям. Выступал на профессиональном уровне в 2002—2014 годах, бронзовый призёр Всемирной Универсиады в Шэньчжэне, победитель и призёр первенств всероссийского значения, обладатель серебряных медалей Кубка Европы в командном зачёте, участник чемпионата мира в помещении в Валенсии. Представлял Иркутскую область и Москву. Мастер спорта России международного класса.

## Биография
Михаил Логвиненко родился 19 апреля 1984 года. Родился в г. Усолье-Сибирское, Иркутской области. Занимался лёгкой атлетикой в Иркутске, проходил подготовку под руководством тренером Г. М. Жилкина, И. Н. Беловой, С. Ю. Ананьева, Л. А. Лободина.
Впервые заявил о себе в сезоне 2002 года, выиграв серебряную медаль на молодёжном чемпионате России по многоборьям в Кемерове.
В 2004 году в десятиборье был восьмым на Кубке России по многоборья в Краснодаре и седьмым на чемпионате России в Туле.
В 2005 году в семиборье завоевал серебряную награду на чемпионате России в Краснодаре. Попав в состав российской сборной, выступил на Кубке Европы по легкоатлетическим многоборьям в Быдгоще, где стал восьмым в личном зачёте десятиборья и вместе со своими соотечественниками выиграл серебряную медаль мужского командного зачёта.
На Кубке Европы 2006 года в Арле занял 21-е место, при этом россияне вновь стали серебряными призёрами командного зачёта.
В 2007 году на Кубке Европы в Таллине был девятым и четвёртым в личном и командном зачётах соответственно. Будучи студентом, представлял страну на Всемирной Универсиаде в Бангкоке, став в итоге седьмым.
В 2008 году в семиборье с личным рекордом в 6129 очков получил серебро на зимнем чемпионате России в Санкт-Петербурге. Благодаря этому удачному выступлению вошёл в основной состав российской сборной и удостоился права защищать честь страны на чемпионате мира в помещении в Валенсии — набрал в семиборье 5984 очка, расположившись в итоговом протоколе соревнований на четвёртой строке. Также в этом сезоне в десятиборье выиграл серебряную медаль на летнем чемпионате России в Челябинске.
В 2010 году на Кубке Европы в Таллине показал 13-й результат в личном зачёте и стал серебряным призёром командного зачёта.
В 2011 году в семиборье получил серебро на зимнем чемпионате России в Пензе. На летнем чемпионате России в Чебоксарах взял бронзу и установил свой личный рекорд в десятиборье — 8004 очка. Принимал участие в Универсиаде в Шэньчжэне, где так же стал бронзовым призёром.
В 2012 году в семиборье одержал победу на Кубке России в Белгороде.
В 2013 году завоевал бронзовую награду на зимнем чемпионате России в Волгограде, получил серебро командного зачёта на Кубке Европы в Таллине.
Завершил спортивную карьеру по окончании сезона 2014 года.
За выдающиеся спортивные достижения удостоен почётного звания «Мастер спорта России международного класса».